# Bournos
Bournos é uma comuna francesa na região administrativa da Nova Aquitânia, no departamento dos Pirenéus Atlânticos. Estende-se por uma área de 5,78 km². Em 2010 a comuna tinha 336 habitantes (densidade: 58,1 hab./km²).